# László Papp
László Papp (Budapest, 25 marzo 1926 – 16 ottobre 2003) è stato un pugile ungherese, considerato il più grande pugile del suo paese, è stato riconosciuto, dalla International Boxing Hall of Fame, tra i più grandi, in assoluto, di ogni tempo.
Mancino, come dilettante vinse tre ori ai Giochi olimpici. Divenuto professionista nel 1957, il 16 marzo 1962 Papp conquistò il titolo di campione europeo dei pesi medi, battendo il danese Christian Christensen per KO tecnico al 7º round.
Dopo aver difeso la cintura di campione d'Europa per 9 volte, il Governo ungherese non gli concesse la possibilità di disputare il titolo mondiale, ritenendo il pugilato professionistico contrario ai principi della dottrina socialista.
Un anno dopo la morte, avvenuta nel 2003, gli venne intitolato il palazzetto dello sport multifunzionale di Budapest, la László Papp Budapest Sports Arena.